# Frauenmuseum Istanbul
Das Frauenmuseum Istanbul (türkisch İstanbul Kadın Müzesi) ist ein virtuelles Museum und wurde 2012 in Istanbul als erstes Frauenmuseum der Türkei gegründet. Es dokumentiert die Geschichte von schöpferischen Frauen seit der Stadtgründung durch alle geschichtlichen Epochen als Byzantion, Konstantinopel und Istanbul bis heute.

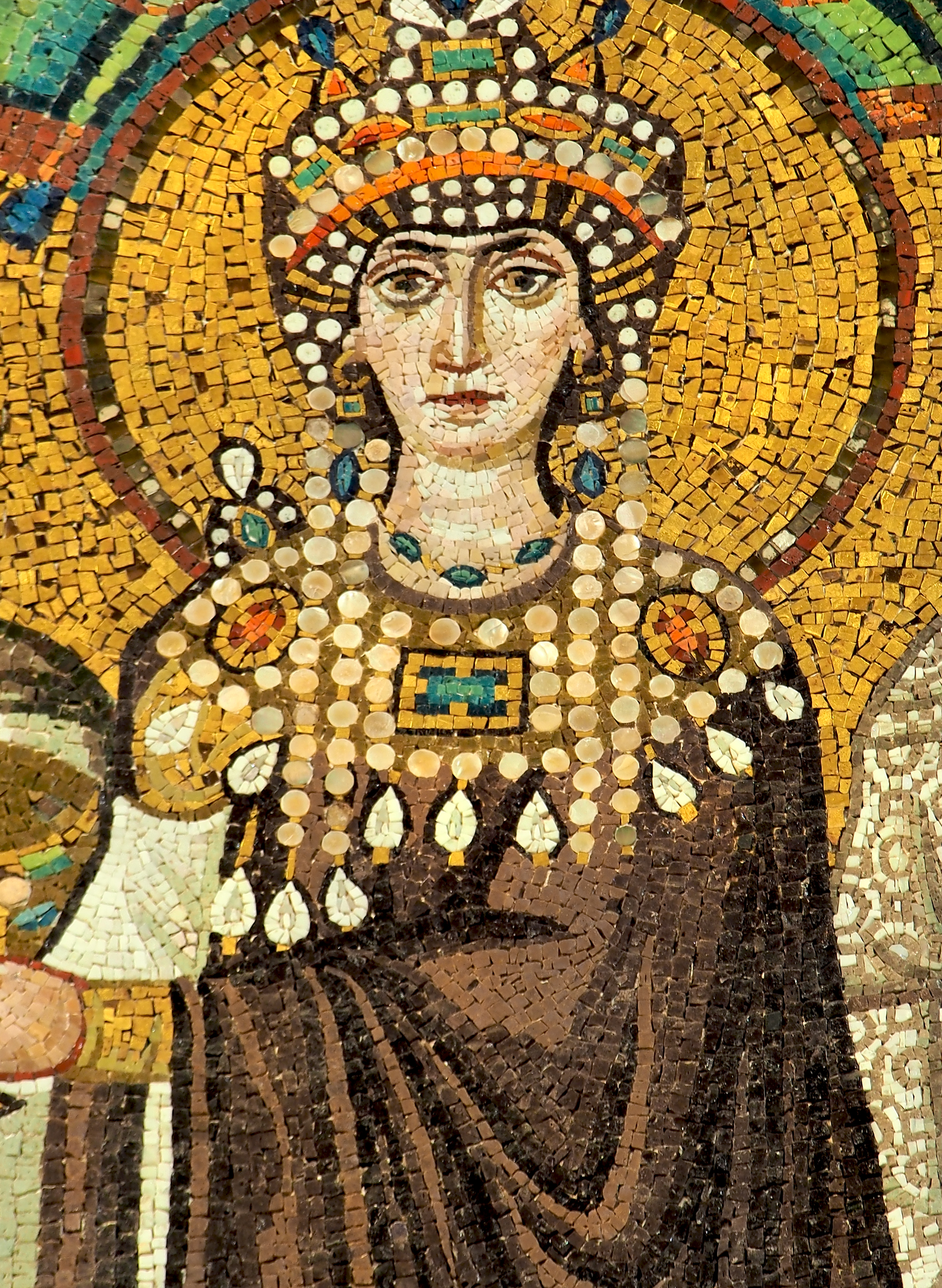
Theodora I.

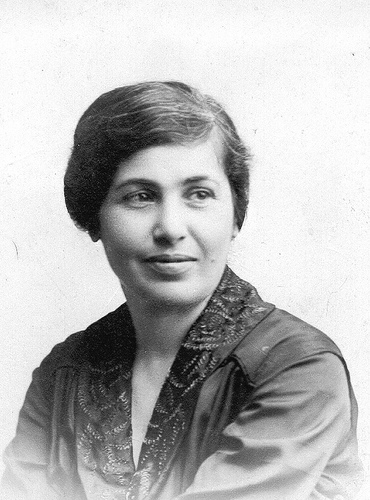
Zabel Yesayan

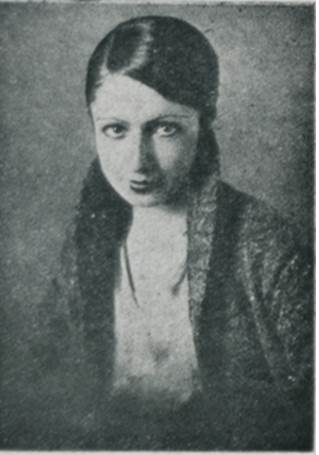
Hale Asaf

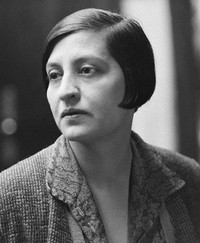
Halide Edib Adıvar

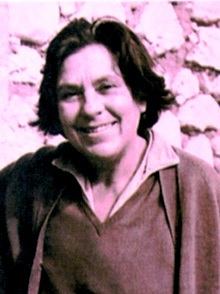
Halet Çambel

## Gründung
Die Istanbuler Geschäftsfrau Gülümser Yildirim hatte die Idee für ein Museum, das „schöpferische Istanbuler Frauen ehrt“. Sie gründete 2011 mit anderen Frauen die Frauenkulturstiftung Istanbul (İstanbul Kadın Kültür Vakfı), mit der das Projekt als virtuelles Stadtmuseum verwirklicht wurde. Mit der Ausarbeitung der Konzeption betraute sie die deutsch-türkische Soziologin und Frauenforscherin Meral Akkent, die das erste Frauenmuseum Bayerns, das Museum Frauenkultur in Fürth, mitaufgebaut hatte. Am 25. September 2012 ging das Frauenmuseum Istanbul in mehrsprachigen Versionen (Türkisch, Englisch, Deutsch, Italienisch) online. Es arbeitet mit wissenschaftlichen und kulturellen Institutionen im In- und Ausland zusammen, die zum Thema Frauengeschichte forschen. Seit 2013 ist es Mitglied in der International Association of Women’s Museums (IAWM) mit Sitz in Meran. Finanziert wird es von der Stiftung und privaten Spenden.

## Konzeption
Das Museum will Frauengeschichte der Stadt am Beispiel von Wegbereiterinnen und inspirierenden weiblichen Vorbildern erfahrbar machen. Lebensläufe und Spuren von Frauen seit dem 6. Jahrhundert v. Chr. durch alle Phasen der Stadtgeschichte bis heute, die auf ihrem jeweiligen Betätigungsfeld Pionierinnen waren und die Kultur der Stadt mitgeprägt haben, wurden aufgearbeitet und in der virtuellen Dauerausstellung in mehreren Sprachen zugänglich gemacht.
Im Rahmen ihres Programms „Frauenkulturerbe“ veranstaltet das Frauenmuseum in Kooperation mit Trägerinnen aus der Gender- und Frauengeschichtsforschung internationale Symposien und Konferenzen mit temporären Ausstellungen, darunter 2013 über die erste türkische Fotografin und Kriegsberichterstatterin Semiha Es (1912–2012). Laut der Kuratorin des Museums, Meral Akkent, glaubte man bis in die 1980er Jahre, im Osmanischen Reich habe es keine Frauenbewegung und keinen Feminismus gegeben. Die Frauengeschichtsforschung habe jedoch anderes gelehrt: „Die Frauen im Osmanischen Reich haben wider Erwarten über ihre Rechte öffentlich diskutiert und Veränderungen im politischen Leben durchgesetzt. Die konkreten Schritte dazu wurden im Rahmen der Aktivitäten von Frauenzeitschriften und Frauenvereinen unternommen.“ Anlässlich 100 Jahre Frauenstudien in der Türkei widmete das Museum der Frauenrechtlerin Nuriye Ulviye Mevlan Civelek 2014 eine Ausstellung. Sie habe den Weg zum Frauenstudium durch die Lobby-Arbeit ihrer Zeitschrift Kadınlar Dünyası („Die Welt der Frauen“) geebnet. Es war die erste muslimische feministische Frauenzeitschrift im Osmanischen Reich, die Ulviye mit 20 Jahren gegründet hatte.
Ein weiteres Projekt des Museums ist der „Informationspool Frauengeschichtsforschung Türkei“, in dem man neben anderen Dokumenten auch Zugang zu Diplom- und Doktorarbeiten hat.

## Temporäre Ausstellungen
- İstanbul'da Karşılaşmalar // Encounters in Istanbul. (Kuratorin: Meral Akkent)[7]
- İfşa Etmeden? // UnEXPOSED? (Kuratorin: Meral Akkent)[8]
- Kadınların Üniversitede 100. Yılı — İnas Darülfünunu/Kadın Üniversitesi 1914–1921 // 100 Years Women at the University — Women’s University 1914–1919 (Kuratorin: Meral Akkent)[9]
- İkinci Göz: Türkiye'den Kadın Fotoğrafçılar // Second Eye: Women Photographers From Turkey (Kuratorinnen: Laleper Aytek, Ahu Antmen)[10]

## Konferenzen
- Feminist Pedagogy: Museums, Memory Sites, Practices of Remembrance // Feminist Pedagoji: Müzeler, Hafıza Mekanları, Hatırlama Pratikleri Konferansı. 18.–20. Oktober 2018, Istanbul[11]
- Women’s Museums: Centre of Social Memory and Place of Inclusion // Kadın Müzesi: Toplumsal Bellek Merkezi ve Kapsayıcı Mekan. 20.–22. Oktober 2016, Istanbul[12]
- 100 Years Women at the University – Women's University 1914–1919 // Kadınların Üniversitede 100. Yılı -İnas Darülfünunu 1914–1919. 6.–8. November 2014, Istanbul[13]
- Semiha Es – Women Photographers International Symposium // Semiha Es – Uluslararası Kadın Fotoğrafçılar Sempozumu. 28.–30. November 2013, Istanbul[14]